# Oscar J. Friend

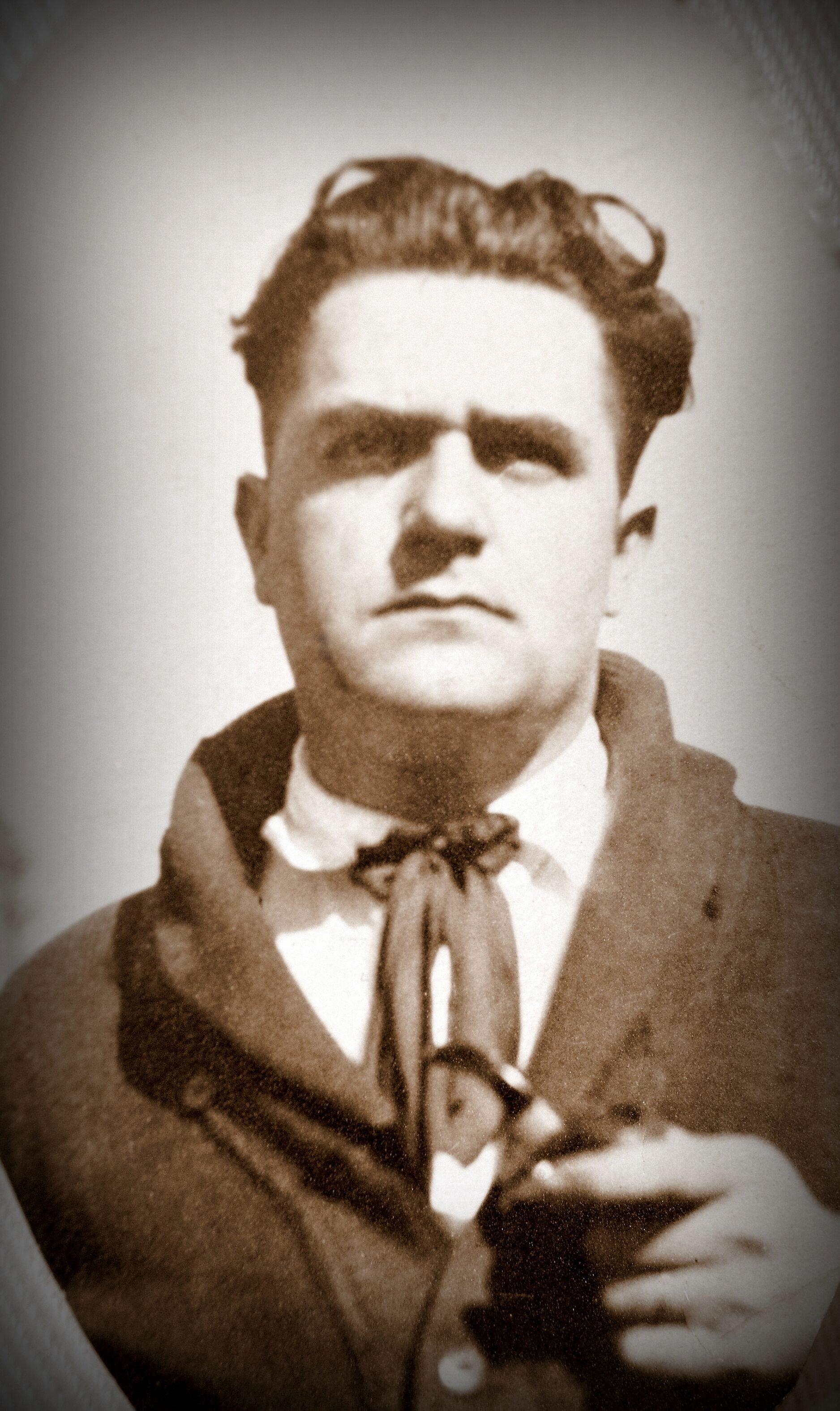
Oscar Jerome Friend

Oscar Jerome Friend (geboren am 9. Januar 1897 in St. Louis; gestorben am 19. Januar 1963 in Levittown, Nassau County, New York) war ein amerikanischer Schriftsteller, Herausgeber und Literaturagent.

## Leben
Friend war der Sohn von Joseph Friend und Virginia Lillian, geborene Dooley. Er wuchs in Fort Smith , Arkansas auf, wo sein Vater örtlicher Apotheker und Drogist war. Friend arbeitete dann nach einer zweijährigen Apothekerausbildung ab 1916 im Geschäft des Vaters und führte es nach dessen Tod bis 1936. 1917 heiratete er Irene Marquess Ozment, mit der er zwei Töchter hatte. 
1936 begann Friend als Autor und Lektor für Popular Publications zu bearbeiten, die eine große Zahl von Pulp-Magazinen verschiedener Genres verlegten, darunter auch mehrere Science-Fiction-Magazine, namentlich das Captain Future Magazine, Startling Stories und Thrilling Wonder Stories, für die Friend in den Jahren 1941 bis 1944 als Herausgeber wirkte. Außerdem schrieb er Detektiv- und Westerngeschichten für verschiedene Magazine des Verlags.
Nach der Zeit bei Popular Publications arbeitete Friend von 1944 bis 1946 als Drehbuchautor für die Monogram Studios in Hollywood und als freier Schriftsteller. Nach dem Tod von Otis Adelbert Kline 1946 übernahm er dessen Literaturagentur Otis Kline Associates in Roslyn Heights, Nassau County. Kittie, die ältere Tochter, arbeitete später dort und war die Agentin des Vaters. Zu Klines bekanntesten Klienten gehörte Robert E. Howard, der Schöpfer von Conan dem Cimmerier. Nach Howards Tod lagerte eine Kiste mit unvollendeten und unveröffentlichten Manuskripten Howards bei Friend, der sie 1952 dem Fantasy-Autor Lyon Sprague de Camp überließ, der sie in publizierbare Form brachte und ausbaute und so wesentlich den späteren Ruhm Howards begründete.
Friend selbst hatte ab Mitte der 1920er Jahre eine Reihe von Horror-, Detektiv- und Westernromanen geschrieben, oft unter dem Pseudonym Owen Fox Jerome. Den Erinnerungen seiner Tochter Kittie zufolge begann seine schriftstellerische Tätigkeit mit einem besonders lebhaften Alptraum, den er in den folgenden Tagen aufschrieb und zu einem Horrorroman ausformte.
In Friends Zeit bei Popular Publications war Leo Margulies Herausgeber der Magazinreihen gewesen. In den Jahren von 1949 bis 1958 gab Friend zusammen mit Margulies vier Science-Fiction-Anthologien heraus.

## Bibliographie
Romane
- The Round Up (1924, Western)
- The Bullet Eater (1925, Western)
- Click of Triangle T (1925, Western)
- The Wolf of Wildcat Mountain (1926, Western)
- Gun Harvest (1927, republished 1948, Western)
- The Hand Of Horror (1927, Thriller, als Owen Fox Jerome)
- Bloody Ground (1928, Western)
- The Red Kite Clue (1928, Thriller, als Owen Fox Jerome)
- Domes of Silence (1929, Thriller, als Owen Fox Jerome)
- The Golf Course Murders (1929, Thriller, als Owen Fox Jerome)
- The Mississippi Hawk (1929, Western)
- Half Moon Ranch  (1931, Western)
- The Murder at Avalon Arms (1931, Thriller, als Owen Fox Jerome)
- The Range Maverick (1934, Western)
- The Kid from Mars (1940, Science-Fiction)
  - Deutsch: Mann vom Mars in besonderer Mission. Weiss (Utopische Taschenbücher), 1956. Weitere Ausgabe: Moewig (Terra #228), 1962.
- Murder – As Usual (1942, Thriller, als Owen Fox Jerome)
- The Corpse Awaits (1946, Thriller, als Owen Fox Jerome)
- The Range Doctor (1948, Western)
- Guns of Powder River (1950, Western, auch als Ford Smith unter dem Titel Action at Powder River, 1963)
- A Night at Club Bagdad  (1950, Thriller, als Owen Fox Jerome)
- Double Life  (1959, Thriller, als Owen Fox Jerome)
- Leave Everything to Me (1959, Thriller, als Owen Fox Jerome)
- The Star Men (1963, Science-Fiction)

Kurzgeschichten
- Footsteps in the Dark (1931, als Owen Fox Jerome)
- Tibetan Horror (1938, als Owen Fox Jerome)
- Of Jovian Build (1938)
- Robot A-1 (1939)
- Experiment with Destiny (1939)
- Coup d’état (1939)
- Mind Over Matter (1940)
- Station Death (1940)
- Roar of the Rocket (1940)
- Glamour Girl—2040 (1940)
- The Worms Turn (1940)
- The Impossible Highway (1940) also appeared as:
  - Deutsch: Die unmögliche Straße. In: Isaac Asimov, Martin H. Greenberg (Hrsg.): Die besten Stories von 1940. Moewig (Playboy Science Fiction #6711), 1980, ISBN 3-8118-6711-3.
- The Stolen Spectrum (1940)
- Colossus from Space (1940, als Frank Johnson)
- Jessamin’s Death (1940)
- Blind Victory (1941)
- The Water World (1941)
- This Is Hell (1942)
- British Thermal Units (1942, als Owen Fox Jerome)
- Meteorite Enigma (1942, als Owen Fox Jerome)
- The Molecule Monsters (1942)
- Ali Baba, Junior (1942)
- Venusian Quartz (1943)
- Sun Engine (1943, als Owen Fox Jerome)
- Venusian Nightmare (1944, als Ford Smith)
- Gas Attack (1944, als Ford Smith)
- The Serum Rubber Man (1944, als Ford Smith)
- Helicopter Invasion (1944, als Ford Smith)
- The Cosmic Chain (1945, als Ford Smith)
- I Get Off Here (1945, als Ford Smith)
- Are You There, Charlie? (1945, als Ford Smith)
- Filterable Virus (1953)
- Today Is Forever (1958, als Oscar Friend)

Anthologien (als Herausgeber, zusammen mit Leo Margulies)
- From Off This World (1949)
- My Best Science Fiction Story (1949)
- The Giant Anthology of Science Fiction (1954)
- Race to the Stars (1958)